# Prevaricação
Prevaricação é um crime funcional, praticado por funcionário público contra a Administração Pública. A prevaricação consiste em retardar, deixar de praticar ou praticar indevidamente ato de ofício,  
Ao deixar de fazer algo que deve ser feito seguindo o princípio da eficiência e celeridade (rapidez) para satisfazer um interesse pessoal, esse comportamento é entendido juridicamente como dolo (intencionalidade). Pode ser classificado como omissivo, quando o funcionário deixa de fazer seu trabalho, ou comissivo, quando o funcionário intencionalmente atrasa a execução de seu trabalho. Cabe transação penal e sursis (Suspensão Condicional da Pena).
- Sujeito ativo: funcionário público que retarda ou deixa de fazer seu trabalho.
- Sujeito passivo: a Administração Pública.
- Objeto material: é o ato de ofício que couber ao funcionário, a pena é cumulativa.

## Código Penal Brasileiro
- Art. 319: "Retardar ou deixar de praticar, indevidamente, ato de ofício, ou praticá-lo contra disposição expressa de lei, para satisfazer interesse ou sentimento pessoal:
  - Pena: Detenção, de três meses a um ano, e multa."[1]

## Exemplos
Prevaricação na modalidade omissiva: Um funcionário público se recusar a entregar documentos solicitados por um cidadão de quem ele não gosta.
Prevaricação na modalidade comissiva: Um funcionário público adiar a entrega de documentos solicitados por um cidadão de quem ele não gosta até passar o prazo de entrega desses documentos.
Outro  exemplo: 
Prevaricação na modalidade omissiva: Um funcionário público se recusa a receber algum documento (protocolado ou não) de um cidadão, solicitando informações, alegando não poder receber por qualquer motivo (administrativo e/ou pessoal).
- Ressalta-se ainda a existência relativamente nova do art. 319-A que constitui um crime específico para o agente penitenciário, que é deixar de cumprir o dever de vedar ao preso acesso a aparelho telefônico, de rádio ou similar. A doutrina reconhece este fato como Prevaricação Imprópria. A pena é a mesma da prevaricação comum.